# Acmopyle

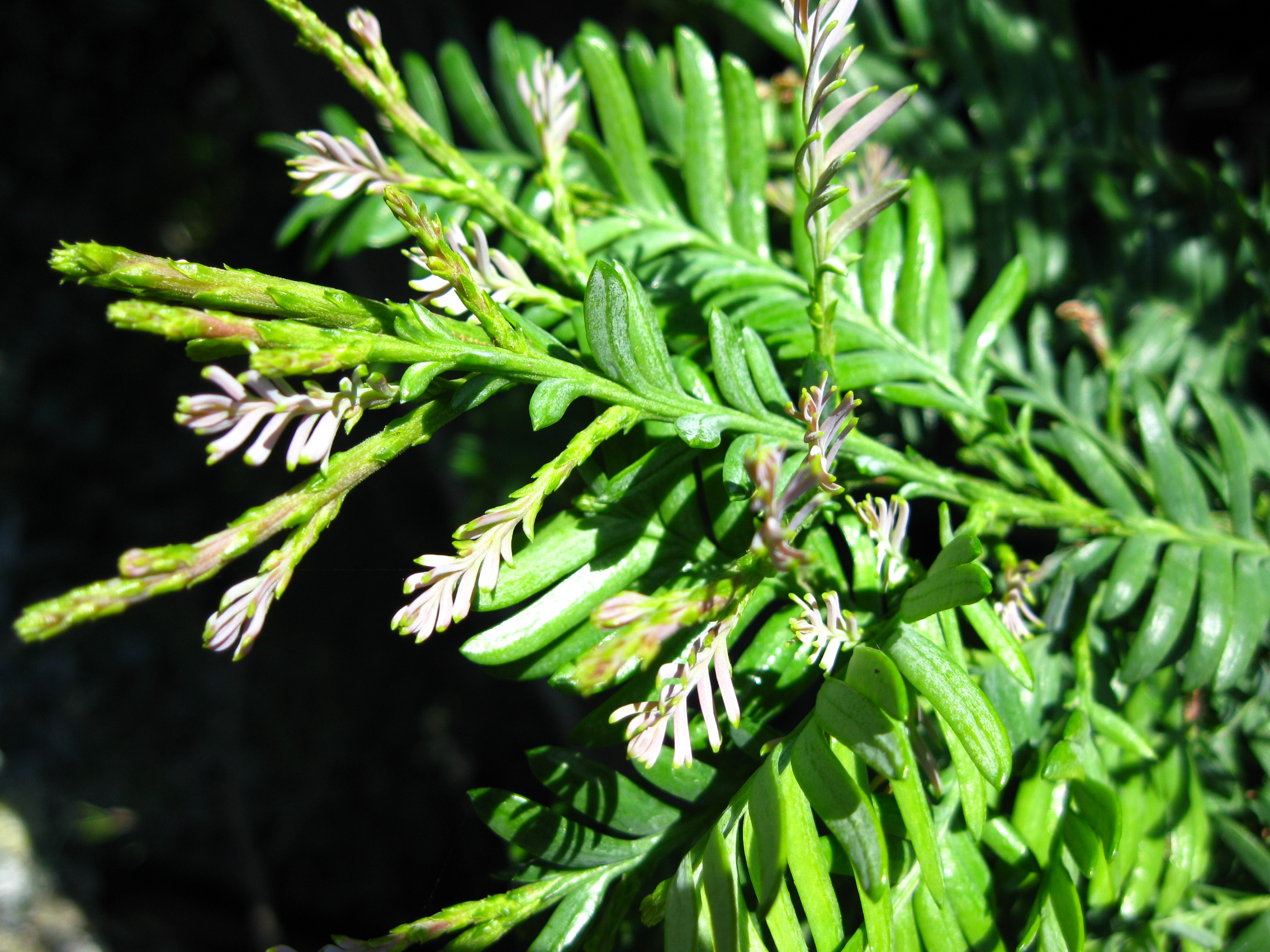
Acmopyle sp.

Acmopyle Pilg. est un genre de conifères de la famille des Podocarpaceae comprenant plus que deux espèces actuelles d'arbres à feuillage persistant.

## Étymologie
Composé du grec ancien ἀκμή (akmế ; « le plus haut point, sommet ») et πύλη (pýlê ; « portillon, orifice »), en référence à la position presque droite des graines à maturité.

## Espèces
- A. pancheri, endémique de la Nouvelle-Calédonie.
- A. sahniana, endémique de Viti Levu (Fidji).